# Madanjeet Singh
Madanjeet Singh (Lahore, 16 april 1924 – Beaulieu-sur-Mer, 6 januari 2013 Philanthropist extraordinaire) was een Indiaas schilder, fotograaf, schrijver, filantroop en diplomaat. Hij is internationaal bekend als schrijver van verschillende boeken over kunst. Hij was ambassadeur voor India in verschillende werelddelen, waaronder Azië, Europa, Zuid-Amerika en Afrika.

## Leven
Sinds 1996 sponsort hij de Madanjeet Singh-prijs van de UNESCO die ervoor is bedoeld om buitengewoon creatieve prestaties te belonen die tolerantie en geweldloosheid hebben bevorderd, waarbij de impact een belangrijke maatstaf is om voor de prijs in aanmerking te komen.
In 2000 werd hij benoemd tot UNESCO Goodwill Ambassadeur, wat hij met de South Asia Foundation - die hij hetzelfde jaar oprichtte - invulde door zich in te zetten voor regionale samenwerking, scholing en duurzame ontwikkeling. De South Asia Foundation is uitgegroeid tot een regionale jeugdbeweging met afdelingen in acht landen.
In Kaboel zette hij het Madanjeet Singh Instituut van Afghaans Cultureel Erfgoed op, met als doel Afghaanse specialisten op te leiden voor de instandhouding van cultureel erfgoed.
Taslima Nasreen, winnaar van de Sacharovprijs voor de Vrijheid van Denken van het Europees Parlement in 1994, noemde hem een vrijheidsvechter, vanwege zijn hulp om haar terugkeer naar India mogelijk te maken.